# Reuben Archer Torrey
Reuben Archer Torrey fue un pastor, escritor y educador de Estados Unidos.

## Biografía
Naciò en Hoboken, New Jersey el 28 de enero de 1856. Se graduò en la Universidad de Yale en 1875 y en la Yale Divinity School en 1878. Posteriormente se fue nombrado Ministro de Congregación en Garrestville, Ohio y al año siguiente se casó con Clara Smith, con quien tuvo cinco hijos.
Realizó estudios adicionales en teología en la Universidad Leipzig y en la Erlangen en 1882-1883 y una vez concluidos dichos cursos eligió a Dwight L. Moody en su trabajo envangelico en Chicago en 1889 y se fue nombrado superintendente del Instituto Bíblico de la Sociedad de Evangelización de Chicago, ahora conocido como Instituto Bíblico Moody